# قبرس بریتانیا
قبرس بریتانیا جزیره قبرس تحت سلطه امپراتوری بریتانیا بود که به طور متوالی از سال ۱۸۷۸ تا ۱۹۱۴ به عنوان تحت الحمایه بریتانیا ، از ۱۹۱۴ تا ۱۹۲۵ به عنوان یک اشغال نظامی یک جانبه ضمیمه شده و از سال ۱۹۲۵ تا ۱۹۶۰ به عنوان مستعمره تاج اداره می شد. به دنبال توافقات لندن-زوریخ در ۱۹ فوریه ۱۹۵۹، قبرس در ۱۶ اوت ۱۹۶۰ یک جمهوری مستقل شد.

## تاریخ
تشکیل

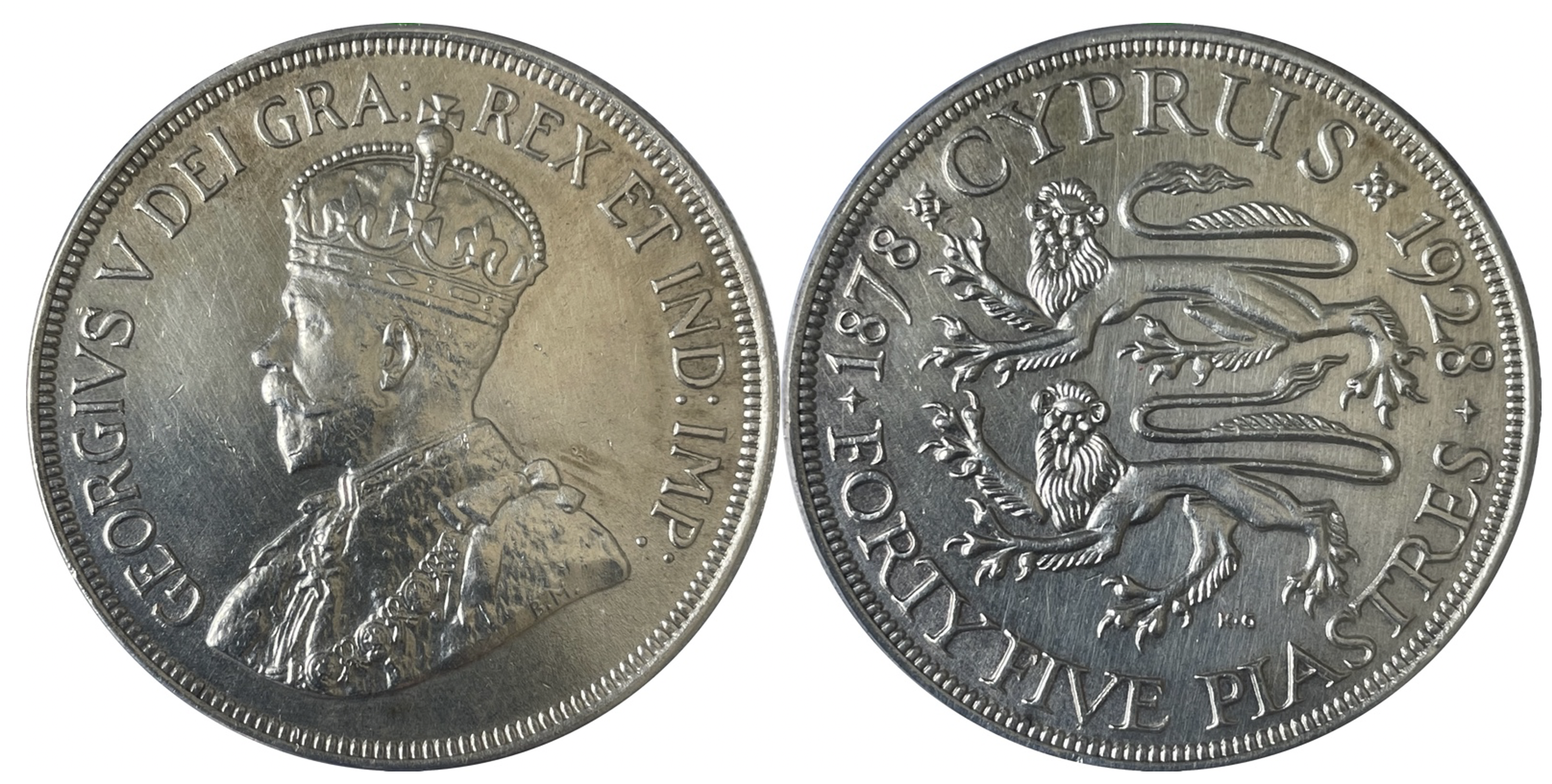
سکه نقره : ۴۵ پیاستار قبرس بریتانیا جرج پنجم - ۱۹۲۸

پرچم قبرس (۱۸۸۱-۱۹۲۲)

قبرس قلمرو امپراتوری عثمانی بود و در نهایت به عنوان بخشی از ولایت جزایر بحر سفید ، از آنجایی که در سال های ۱۵۷۰ تا ۱۵۷۱ از جمهوری ونیز فتح شد.

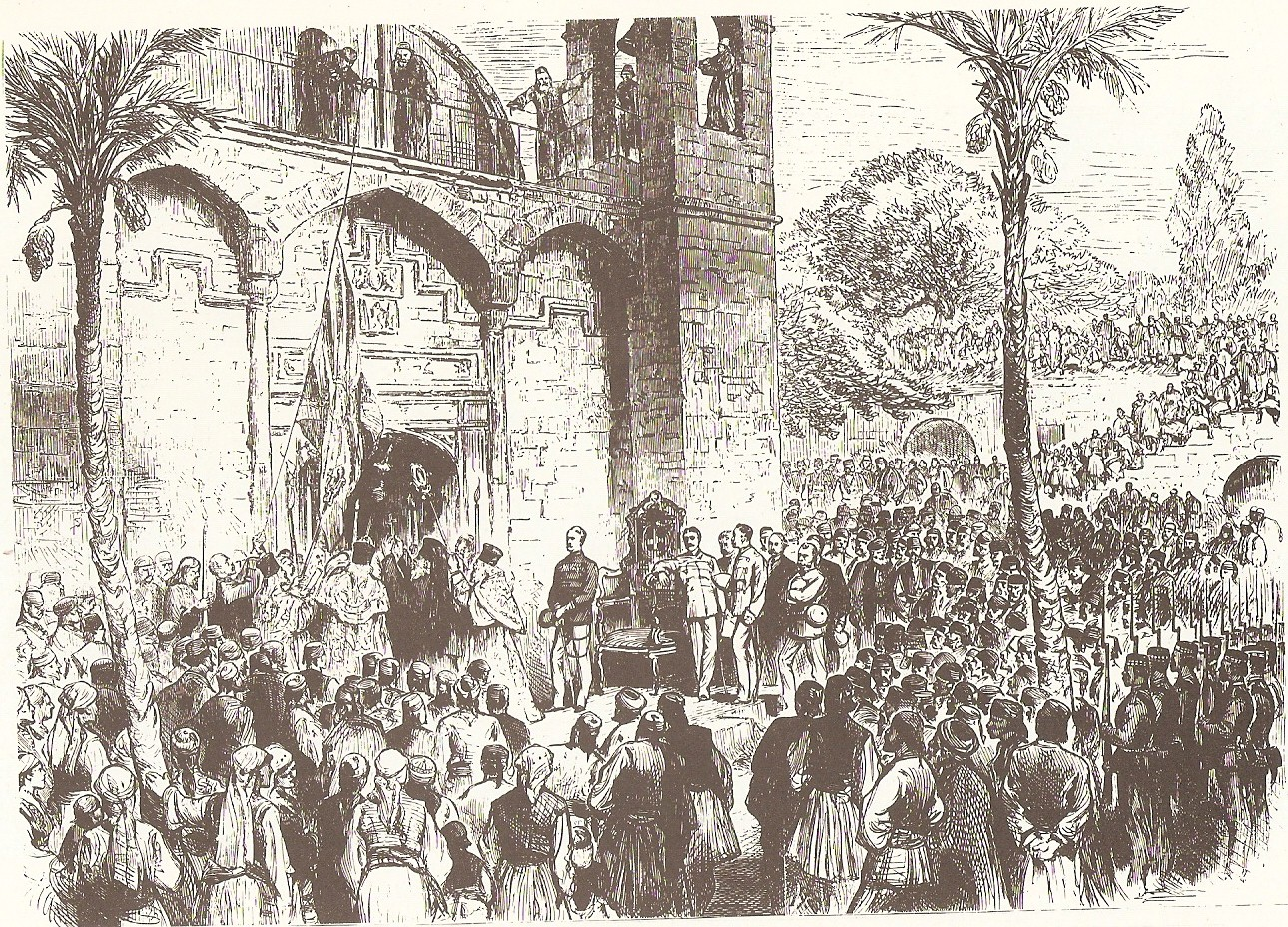
کاهنان ارتدکس یونانی در حال برکت یونیون جک در نیکوزیا ، ۱۸۷۸

تحت کنوانسیون قبرس در ۴ ژوئن ۱۸۷۸، پس از جنگ روسیه و عثمانی ، در ازای حمایت بریتانیا از عثمانی ها در طول کنگره برلین، تحت الحمایه اسمی عثمانی بر قبرس تأسیس شد. سپس قبرس تحت الحمایه بریتانیا اعلام شد و به طور غیر رسمی در امپراتوری بریتانیا ادغام شد. این امر تا ۵ نوامبر ۱۹۱۴ برقرار بود، زمانی که پس از پیوستن عثمانی ها به قدرت های مرکزی ، به نوبه خود با ورود به جنگ جهانی اول ، بریتانیا ضمیمه کامل قبرس را به امپراتوری بریتانیا اعلام کرد، البته تحت وضعیت مدیریت نظامی. مستعمره تاج قبرس یک دهه بعد، در سال ۱۹۲۵، پس از اینکه الحاق قبرس به بریتانیا دو بار تأیید شد، ابتدا در معاهده سور در سال ۱۹۲۰، سپس مجدداً در پیمان لوزان در سال ۱۹۲۳ تأیید شد، اعلام شد
پیشنهاد اتحاد با یونان
پاول پادشاه یونان در سال ۱۹۴۸ اعلام کرد که قبرس خواهان اتحاد با یونان است. یک همه پرسی توسط کلیسای ارتدکس قبرس در سال ۱۹۵۰ ارائه شد که بر اساس آن حدود ۹۷ درصد از جمعیت یونانی قبرس خواستار اتحادیه بودند. درخواست یونان و انوسیس زمانی که توسط سازمان ملل پذیرفته شد به یک موضوع بین المللی تبدیل شد.
اورژانس قبرس
اورژانس قبرس یک اقدام نظامی بود که از سال ۱۹۵۵ تا ۱۹۵۹ در قبرس رخ داد. وضعیت اضطراری قبرس عمدتاً شامل کارزار گروه نظامی یونانی قبرس EOKA برای خارج کردن بریتانیایی ها از قبرس بود تا بتواند با یونان متحد شود.
استقلال
توافقات لندن-زوریخ که در ۱۹ فوریه ۱۹۵۹ امضا شد، روند تشکیل یک قبرس مستقل را آغاز کرد. بریتانیا در ۱۶ اوت ۱۹۶۰ به قبرس استقلال داد و جمهوری قبرس را تشکیل داد. اسقف اعظم ماکاریوس سوم ، یک رهبر مذهبی و سیاسی کاریزماتیک، به عنوان اولین رئیس جمهور قبرس مستقل انتخاب شد. به عنوان بخشی از توافقنامه استقلال، بریتانیا مالکیت مناطق پایگاه مستقل آکراتاری و داکیلیا را به عنوان یک قلمرو برون مرزی بریتانیا حفظ کرد.
در مارس ۱۹۶۱ در کنفرانس نخست وزیران کشورهای مشترک المنافع در سال ۱۹۶۱ ، قبرس به یک جمهوری مستقل در کشورهای مشترک المنافع تبدیل شد و اسقف اعظم ماکاریوس سوم هم رئیس دولت مشترک المنافع و هم رئیس دولت مشترک المنافع شد.
در سال ۱۹۶۱، جمهوری قبرس نود و نهمین عضو سازمان ملل متحد شد.

## ساکنین قابل توجه
- فرد هریسون (متولد ۱۹۴۴)، نویسنده و اقتصاددان بریتانیایی

## جستار های وابسته
- فهرست فرمانداران و مدیران استعماری قبرس بریتانیا
- تاریخ قبرس (۱۸۷۸–اکنون)